# Kirił Łazarow
Kirił Łazarow, maced. Кирил Лазаров (ur. 10 maja 1980 w Wełesie) – macedoński piłkarz ręczny, reprezentant kraju. Gra na pozycji prawego rozgrywającego. Jego brat Filip Łazarow, również jest reprezentantem Macedonii Północnej w piłce ręcznej.
Na czas klubowych mistrzostw Świata, które odbyły się w dniach 17–21 maja 2010 w Dosze został wypożyczony do katarskiego Al-Sadd.

## Sukcesy
- 1998, 1999, 2000: puchar Macedonii
- 2001, 2002, 2008, 2009, 2010: mistrzostwo Chorwacji
- 2001, 2002, 2008, 2009, 2010: puchar Chorwacji
- 2003, 2004, 2005, 2006: mistrzostwo Węgier
- 2003, 2004, 2005, 2007: puchar Węgier
- 2010: superpuchar Hiszpanii

## Nagrody indywidualne
- 2009: Król strzelców mistrzostw świata (Chorwacja)
- 2007/2008: Król strzelców Ligi Mistrzów EHF
- 2005/2006: Król strzelców Ligi Mistrzów EHF
- 2012: Król strzelców mistrzostw Europy (Serbia)

## Odznaczenia i wyróżnienia
- Medal za Zasługi Republiki Macedonii (2009)[2]
- Wybrany do najlepszej siódemki świata 2012 roku według magazynu „L’Équipe”